# Los ojos llenos de amor
 Los ojos llenos de amor  es una película en blanco y negro de Argentina dirigida por Carlos Schlieper sobre el guion de Abel Santa Cruz según su propia obra teatral homónima que se estrenó el 2 de julio de 1954 y que tuvo como protagonistas a Ángel Magaña, Malisa Zini, Nélida Romero y Felisa Mary. Una nueva versión de la pieza teatral fue dirigida por Enrique Carreras en 1967 con el título ¿Quiere casarse conmigo?. 

## Sinopsis
Una extra de cine se introduce por la fuerza en el departamento de un galán para conquistarlo.

## Reparto
- Ángel Magaña
- Malisa Zini
- Nélida Romero
- Felisa Mary
- Héctor Méndez
- Carlos Enríquez
- Tita Gutiérrez
- Virginia de la Cruz
- Alba Varela
- Chela Ruiz
- Elcira Olivera Garcés
- María Aurelia Bisutti
- María Elina Rúas
- Trudy Tomis
- Mercedes Díaz
- Alicia Bellán
- Francisco Audenino
- Marta Esperón
- Raúl Sánchez Reynoso
- La Santa Paula Serenaders

## Comentarios
La crónica de Noticias Gráficas dijo:

”Todo el relato fílmico se sigue con amabilidad y constante simpatía….homogéneo grupo de intérpretes…Siendo así que tanto las intervenciones de las primeras partes como las de los segundos planos, son todas acompañadas con elocuente beneplácito por parte del público”

Por su parte Manrupe y Portela escriben:

”Forzada, condescendiente y reiterada comedia que parece copia de otras mejores del director. Fuera de contexto puede funcionar.”